# Krosno (budownictwo)
Krosno – rodzaj oboknia lub odrzwi w postaci prostokątnej ramy o listwach ułożonych równolegle do powierzchni ściany (podobnej konstrukcji jest blejtram, zwany również krosnami malarskimi). Samodzielnie stanowi element okien (jak też drzwi) krosnowych, a wraz z ościeżnicą - ościeżnicowo-krosnowych i skrzynkowych.